# Pitita Ridruejo Brieva
Esperanza «Pitita» Ridruejo Brieva (Sòria, 17 de desembre de 1930-Madrid, 6 de maig de 2019) va ser una socialité, escriptora i mística britànica d'origen espanyol, descrita com una de les «figures clau de l'"alta societat" espanyola».
Nascuda a la ciutat de Sòria el 17 de desembre de 1930 en el si d'una família acomodada, filla d'Epifanio Ridruejo Botija i de Vicenta Brieva Bartolomé. El seu pare, banquer, era cosí de Dionisio Ridruejo. Va cursar estudis bàsics al madrileny Col·legi de l'Assumpció de Santa Isabel. Va completar els seus estudis universitaris en Filologia Anglesa a Londres i Ginebra. Ridruejo, que va contraure matrimoni amb el diplomàtic filipí Mike Stilianopoulos el 24 de juny de 1957, va adoptar posteriorment la nacionalitat britànica. Va tenir un paper com a actriu en dues pel·lícules de televisió produïdes a Alemanya. Es va instal·lar definitivament a Espanya cap a 1983 després d'un període a l'estranger a causa de l'ocupació com a diplomàtic del seu marit. De fortes creences religioses, Ridruejo es va fer coneguda a Espanya a finals dels vuitanta per sostenir que experimentava aparicions marianes. Reclosa en el seu palauet del carrer de Fomento de Madrid després de la mort del seu marit el 2016, va morir el 6 de maig de 2019.

## Obres
- Ridruejo, Esperanza. Apariciones de la Virgen María: Una investigación sobre las principales Mariofanías en el mundo.  Zaragoza: Editorial Fundación María Mensajera, 1994.
- Ridruejo, Esperanza. Mi Corazón Triunfará: Apariciones, milagros y profecias para comprender el futuro.  España: Editorial BELACQVA, 2003.
- Ridruejo, Pitita. Memorias de Pitita.  Madrid: Temas de Hoy, 2012.[13]
- Ridruejo, Pitita. La Virgen María y sus apariciones.  Barcelona: Espasa, 2013.